# Джош Базел
Джош Базел (на английски: Josh Bazell) е американски лекар и писател на бестселъри в жанра медицински трилър.

## Биография и творчество
Джош Арнеас Базел е роден през 1970 г. в САЩ, в семейството на Робърт Базел, кореспондент на „NBC News“, и Илейн Гордън. Има по-голяма сестра – Ребека Базел, която е илюстратор и писател. През август 1982 г. със семейството си преживяват инцидент в морето, когато тяхната 4-метрова лодка се поврежда на около 3 км от остров Гранд Кайман. Баща му доплува до брега да търси помощ, но течението ги отнася. Открити са след 4 дни от японски танкер на 64 км от мястото.
Завършва специалност английска литература в Университета „Браун“ и работи докторантура по нея в Университета „Дюк“. Бъдещето не му се вижда перспективно и той получава магистърска степен по медицина от Колумбийския университет, след което специализира в Университета на Калифорния в Сан Франциско.
Той е голям любител на криминалната литература и решава сам да пише още като студент в „Браун“ и довършва ръкописа си като специализант по медицина. Първият му трилър „Анатомията на Питър“ е публикуван през 2008 г. Главният герой, талантливият и ексцентричен д-р Питър Браун, прави невъзможното да спаси своите пациенти, под угрозата за смъртна заплаха от страна на мафията и дейността на ФБР. Романът става международен бестселър, и е преведен на 32 езика по света.
През 2012 г. е издадено продължението „Диво създание“.
Джош Базел живее в Бруклин, Ню Йорк.

## Произведения

### Серия „Пиетро Брона“ (Pietro Brnwa)
1. Анатомията на Питър, Beat the Reaper (2008)
2. Диво създание, Wild Thing (2012)